# Praprotno Brdo
Praprotno Brdo este o localitate din comuna Logatec, Slovenia, cu o populație de 36 de locuitori.